# Юргашка
Юрга́шка (баш. Юрғаш) — река в Ишимбайском районе Башкортостана, правый приток реки Белой (впадает в старицу). Исток реки находится в лесу. Протекает возле горы Куланская. Длина реки 13 км.
По берегу реки расположены населённые пункты:
- Скворчиха
- Юлдашево
- Алакаево

## Притоки
- Аси-Елга
- Искизьма
- Юргабаш

## Данные водного реестра
По данным государственного водного реестра России относится к Камскому бассейновому округу, водохозяйственный участок реки — Белая от Юмагузинского гидроузла до города Салавата, без реки Нугуш (от истока до Нугушского гидроузла), речной подбассейн реки — Белая. Речной бассейн реки — Кама.
Код объекта в государственном водном реестре — 10010200412111100018138.